# Ziesendorf
Ziesendorf ist eine Gemeinde im Landkreis Rostock in Mecklenburg-Vorpommern (Deutschland). Die Gemeinde wird vom Amt Warnow-West mit Sitz in der Gemeinde Kritzmow verwaltet.

## Geografie
Die Gemeinde Ziesendorf liegt in einem Grundmoränengebiet zwischen dem Waidbach und der Beke, einem linken Nebenbach der Warnow und ist etwa 12 km von Rostock entfernt. Der Ortsteil Fahrenholz wird von den Naturschutzgebieten des Fahrenholzer Waldes und der Waidbach-Aue in einem Halbkreis umschlossen.
Umgeben wird Ziesendorf von den Nachbargemeinden Stäbelow und Kritzmow im Norden, Papendorf im Nordosten, Pölchow im Osten, Benitz im Südosten, Bröbberow im Süden sowie Satow im Westen.

## Gemeindegliederung
Die Gemeinde Ziesendorf besteht aus den Ortsteilen Buchholz, Buchholz-Heide, Fahrenholz, Nienhusen und Ziesendorf.

## Geschichte
1298 wurde das Dorf als „Cisendhorp“ erstmals urkundlich erwähnt.
In Fahrenholz, damals ein Meierhof, wurde 1611 der Fahrenholzer Teilungsvertrag ausgehandelt und abgeschlossen, der zur Zweiten Mecklenburgischen Hauptlandesteilung führte.
Am 1. Juli 1950 wurde die bis dahin eigenständige Gemeinde Nienhusen eingegliedert.
Ziesendorf wurde zunehmend zu einem Wohnort im Grünen für viele Rostocker. Zahlreiche Gewerbe haben sich wegen der guten Verkehrsanbindung angesiedelt (Anschlussstelle Bad Doberan an der Ostseeautobahn A 20).

## Bevölkerung
| Jahr | Einwohner |
| ---- | --------- |
| 1990 | 0736      |
| 1995 | 0882      |
| 2000 | 1367      |
| 2005 | 1368      |
| 2010 | 1395      |
| 2015 | 1374      |

| Jahr | Einwohner |
| ---- | --------- |
| 2020 | 1418      |
| 2021 | 1417      |
| 2022 | 1430      |
| 2023 | 1436      |

Stand: 31. Dezember des jeweiligen Jahres

### Gemeindevertretung
Die Gemeindevertretung von Ziesendorf besteht aus zehn Mitgliedern. Die Kommunalwahl am 9. Juni 2024 führte bei einer Wahlbeteiligung von 73,7 % zu folgendem Ergebnis:
| Partei / Wählergruppe         | Stimmenanteil 2019 | Sitze 2019 |  | Stimmenanteil 2024 | Sitze 2024 |
| ----------------------------- | ------------------ | ---------- |  | ------------------ | ---------- |
| Aktive Gemeinde Ziesendorf    | 86,5 %             | 9          |  | 74,9 %             | 7          |
| AfD                           | –                  | –          |  | 18,4 %             | 1          |
| SPD                           | –                  | –          |  | 06,8 %             | 1          |
| Einzelbewerberin Jana Harder  | 07,8 %             | 1          |  | –                  | –          |
| Einzelbewerberin Janine Pupke | 05,7 %             | –          |  | –                  | –          |
| Insgesamt                     | 100 %              | 10         |  | 100 %              | 9          |

Bei der Wahl 2024 entfielen auf die AfD zwei Sitze. Da sie nur einen Kandidaten aufgestellt hatte, bleibt in der Gemeindevertretung ein Sitz unbesetzt.

### Bürgermeister
- seit 2014: Thomas Witt (Aktive Gemeinde Ziesendorf)

Bei der Bürgermeisterwahl am 26. Mai 2019 wurde Witt ohne Gegenkandidat mit 78,1 % der gültigen Stimmen wiedergewählt. Am 9. Juni 2024 wurde er wiederum ohne Gegenkandidat mit 60,2 % der gültigen Stimmen in seinem Amt bestätigt. Seine Amtszeit beträgt fünf Jahre.

### Wappen
Blasonierung: „Geteilt; oben von Rot und Silber im Zinnenschnitt schräglinks geteilt, unten in Blau ein aus drei Tragsteinen und einem Deckstein bestehendes silbernes Steingrab.“

### Flagge

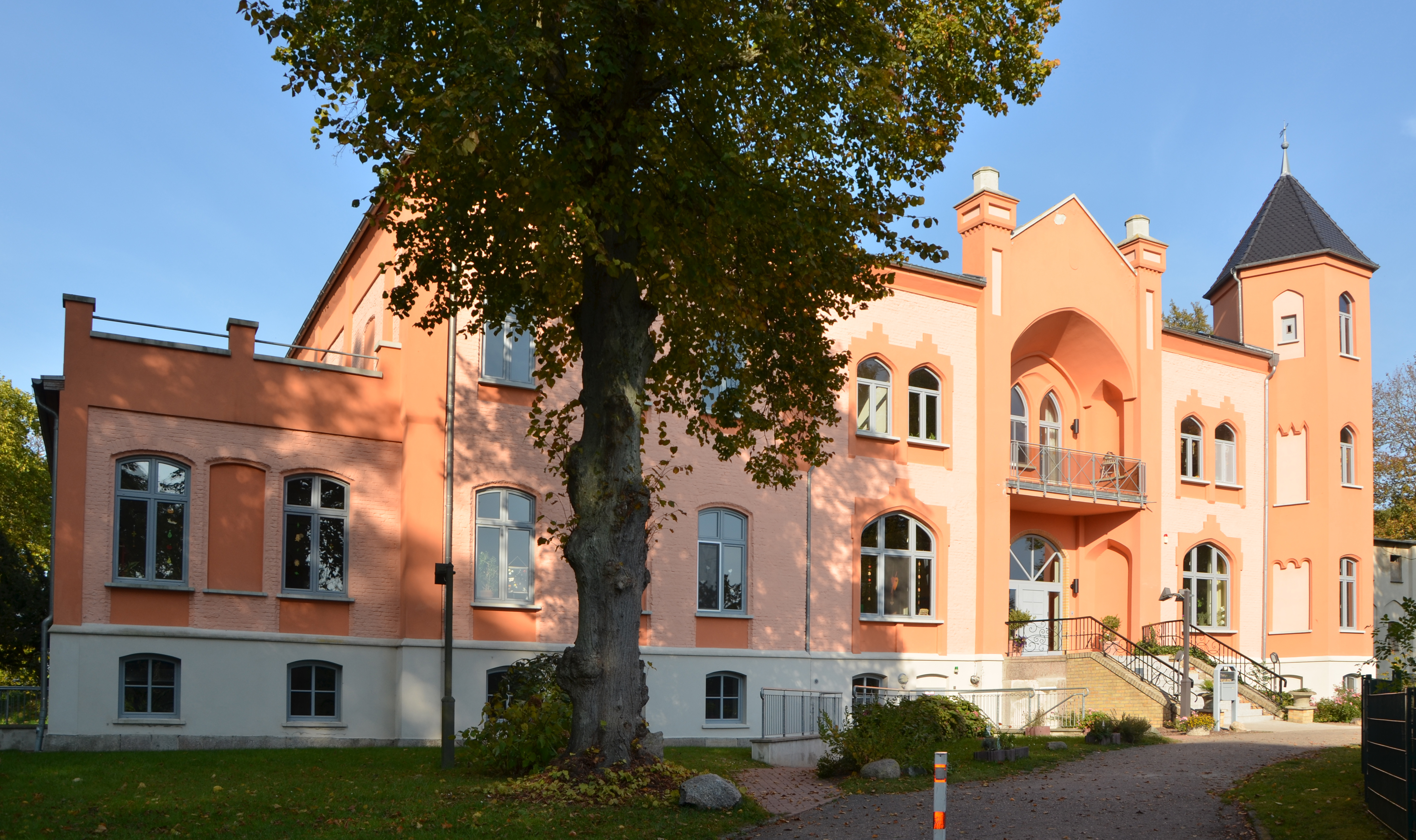
Gutshaus Ziesendorf

„Die Flagge der Gemeinde Ziesendorf ist gleichmäßig längsgestreift. Der obere Streifen ist von Rot und Weiß im Zinnenschnitt heraldisch schräglinks geteilt. Der untere Streifen ist blau und mittig mit der Figur des Gemeindewappens belegt, die vier Fünftel der Höhe des Streifens einnimmt; einem aus drei Tragsteinen und einem Deckstein bestehenden weißen Steingrab. Die Höhe des Flaggentuchs verhält sich zur Länge wie 2 zu 3.“

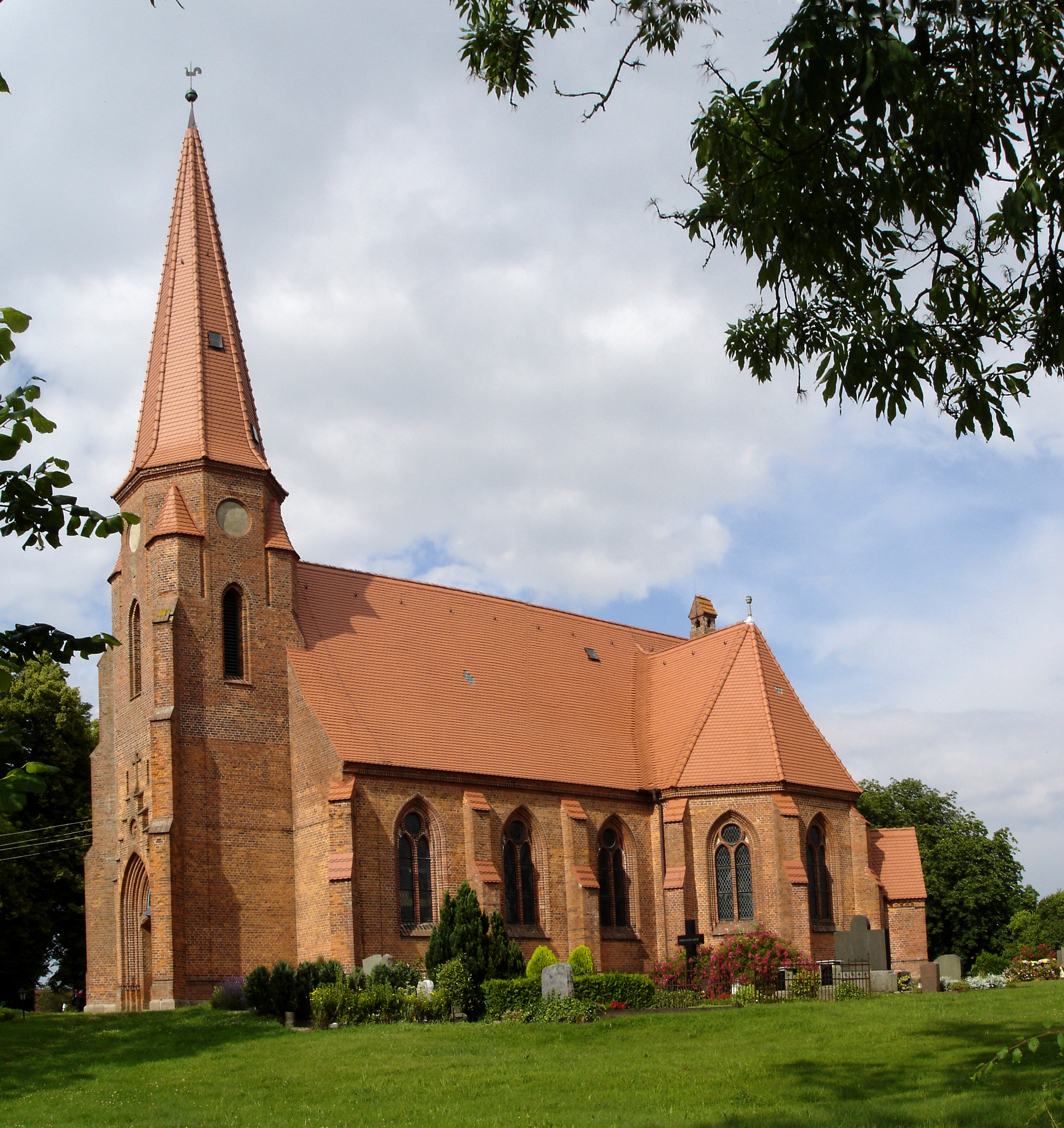
Dorfkirche Buchholz

## Sehenswürdigkeiten
- Dorfkirche Buchholz von 1878 aus Backstein, nach einem Brand von 1914 in den Jahren 1923–1925 mit verkürztem Westturm wieder aufgebaut, Kanzel von Marcus Runge (1740) und Orgel (1930)

→ Siehe auch Liste der Baudenkmale in Ziesendorf

## Persönlichkeiten
- Detlef Reventlow (1600–1664), dänischer Geheimer Rat, in Ziesendorf geboren